# Pezopetes
Pezopetes is een geslacht van vogels uit de familie van de Amerikaanse gorzen. Het geslacht telt één soort.
- Pezopetes capitalis – Grootpootstruikgors